# Perusia lucida
Perusia lucida är en fjärilsart som beskrevs av Paul Dognin 1912. Perusia lucida ingår i släktet Perusia och familjen mätare. Inga underarter finns listade i Catalogue of Life.